# Acamapichtli

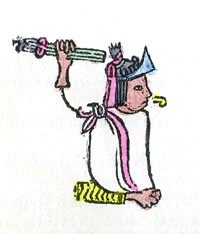
Acamapichtli

Acamapichtli (aztekisch für Handvoll Pfeile; † 1391) war von 1376 bis 1391 der erste historisch gesicherte Herrscher der aztekischen Stadt Tenochtitlán.
Vermutlich war Acamapichtli Sohn eines aztekischen Adligen und einer Frau aus Colhuacán. Seine Familie führte ihre Abstammung auf eine einflussreiche toltekische Familie zurück.
Bald nach ihrer Ankunft und der Gründung Tenochtitláns beschlossen die Azteken, sich in Zukunft von einem Tlatoani („Großer Sprecher“) beherrschen zu lassen, wie es bei den übrigen Völkern im Tal von Mexiko zu dieser Zeit häufig vorkam. Zuvor war bei den Azteken die politische Macht zwischen einem verhältnismäßig schwachen Anführer und den Oberhäuptern der Bauernverbände (calpolli) aufgeteilt gewesen. Das neue System schien den Azteken effizienter, da es die Macht konzentrierte und auch in militärischer Hinsicht überlegen schien.
Als ersten Tlatoani erwählten die Bewohner Tenochtitláns Acamapichtli, um durch das Knüpfen erster diplomatischer Beziehungen mit einer anderen Stadt an dringend benötigte Nahrungsmittel zu gelangen. Die Macht und die Kämpfe der Anführer der calpolli untereinander konnte er in seiner Regierungszeit nicht vollständig brechen, aber doch entscheidend abschwächen. Durch die Heirat mehrerer Frauen aus der alten Oberschicht begründete er zudem ein weit reichendes Netz verwandtschaftlicher Bindungen, woraus sich die spätere aztekische Elite entwickelte.
1375 begann der erste Krieg der Stadt Tenochtitlán mit Chalco, vermutlich ein Blumenkrieg zur Gefangennahme feindlicher Krieger für Opfer, der zwölf Jahre dauerte. Beide Seiten versuchten acht Jahre lang, keine feindlichen Krieger zu töten, vielmehr sollte dieser Krieg zur Zurschaustellung der eigenen Macht genutzt werden. Selbst in der folgenden Zeit wurden nur einfache Krieger getötet; wurden Adelige gefangen genommen, ließ man sie wieder frei, während die übrigen geopfert wurden.
Im Auftrag der Tepaneken führte Acamapichtli auch einige Kriegszüge durch, so etwa am Südufer des Texcoco-Sees durch, das auf diese Weise für das Reich der Tepaneken gesichert wurde. Dabei fiel unter anderem die Stadt Xochimilco in ihre Hände. Danach zogen die Krieger der Azteken nach Westen und eroberten für ihre Oberherren das Tal von Tolocán.